# Carl Wilhdenrath
Carl Wilhdenrath var en svensk-norsk dekorationsmålare verksam i Sverige i mitten av 1800-talet.
Wilhdenrath var gift med Stina Maria Kruse. Han utbildade sig till dekorationsmålare i Sverige och var under några år verksam som sådan i Stockholm innan han 1858 utvandrade till Kristiania där han fortsatte sin verksamhet. 